# Ferdinand Ahlefeldt
Ferdinand Anton Christian greve Ahlefeldt (9. maj 1747 – 2. oktober 1815 i Prag) var en dansk hofembedsmand, teaterchef og diplomat, bror til Frederik Carl Christian Ulrich Ahlefeldt.

## Karriere
Han var søn af grev Conrad Ahlefeldt og var først premierløjtnant ved Livgarden til Fods, blev derpå karakteriseret kaptajn af infanteriet 1765, samme år virkelig kaptajn ved danske Livregiment, virkelig kaptajn ved Livgarden 1766, kammerherre 1768, fik 1769 afsked fra krigstjenesten og jægermester på Sjælland, Møn, Lolland og Falster, blev oberstløjtnant og chef for Livgarden til Hest 1771, oberstløjtnant ved Prins Frederiks Regiment 1773 og Ridder af Dannebrog 1777. Han var 1776-78 gesandt det fyrstebiskoppelige hof i Eutin, 1791-93 akkrediteret ved hoffet i Neapel, blev 1793 gehejmeråd, akkrediteredes 1795 som gesandt i Berlin, men tiltrådte aldrig posten, var 1798-1801 gesandt i Dresden.

### Hofmarskal og teaterchef
Ahlefeldt tog 1778-79 på østrigsk side del i den bayerske arvefølgekrig. Efter i 15 år at have opholdt sig udenlands, især (fra 1779) som hofmarskal og teaterchef hos markgrev Alexander af Brandenburg-Ansbach ved det markgrevelige hof i Ansbach, blev han 1792 hofmarskal og fik samme år tilsyn med Det Kongelige Teater og Kapel, ligesom han det følgende år blev ordenssekretær. Som teaterchef gjorde han i begyndelsen lykke ved forskellige foranstaltninger til publikums bedste, f.eks. ved at lette tilkørselen til teatret, hvor C.F. Harsdorff opførte et par pavilloner, og ansætte lygtebærere til at lyse folk over Kongens Nytorv; han ophævede abonnementet, så at det blev muligt for de mindrebemidlede at komme i teatret; endvidere forbedrede han belysningen ved at anbringe en stor lysekrone til at hejse op og ned. Han søgte også at vinde såvel teaterpersonalet som forfatterne ved imødekommen, men det varede dog ikke længe, inden han kom på kant både med publikum, skuespillerne og forfatterne, idet han dels gav løfter, som han ikke kunne holde, dels var fornem og brutal, når han ikke kunne sætte sin vilje igennem. Dertil kom, at han var meget forgældet og i kløerne på ågerkarle. Hans teaterregimente blev derfor ikke af lang varighed, idet han allerede i 1794 blev afskediget som hofmarskal og som følge heraf tillige som direktør for skuespillene og fra sine forretninger som tilsynshavende med hofkapellet og Kunstkammeret samt som ordenssekretær.

### Diplomat igen
Han blev derpå udnævnt til minister (= diplomat) i Berlin, men denne stilling tiltrådte han først længe efter på grund af vanskelighederne ved at affinde sig med kreditorerne. 1808 blev han udnævnt til gehejmeråd. 2. oktober 1815 døde han i Prag, hvor også hans hustru var død 1810. Han havde 10. august 1780 ægtet Maria Theresia, prinsesse af Thurn og Taxis (f. 1755), der komponerede. Musikken til balletten Telemach paa Kalypsos Ø af Vincenzo Galeotti er således af hende; et klaverudtog udkom 1794.